# Phylloptera cognata
Phylloptera cognata är en insektsart som beskrevs av Rehn, J.A.G. 1920. Phylloptera cognata ingår i släktet Phylloptera och familjen vårtbitare. Inga underarter finns listade i Catalogue of Life.